# Odprto prvenstvo ZDA 2018
Odprto prvenstvo ZDA 2018 je teniški turnir za Grand Slam, ki je med 27. avgustom in 9. septembrom 2018 potekal v New Yorku.

## Moški posamično
- Novak Đoković :  Juan Martín del Potro, 6–3, 7–6(7–4), 6–3

## Ženske posamično
- Naomi Osaka :  Serena Williams, 6–2, 6–4

## Moške dvojice
- Mike Bryan /  Jack Sock :  Łukasz Kubot /  Marcelo Melo, 6–3, 6–1

## Ženske dvojice
- Ashleigh Barty /  CoCo Vandeweghe :  Tímea Babos /  Kristina Mladenovic, 3–6, 7–6(7–2), 7–6(8–6)

## Mešane dvojice
- Bethanie Mattek-Sands /  Jamie Murray :  Alicja Rosolska /  Nikola Mektić, 2–6, 6–3, [11–9]